# Зельмайер, Мария
Мария Зельмайер (нем. Maria Selmaier, род. 12 декабря 1991) — немецкая спортсменка, борец вольного стиля, серебряный призёр чемпионата Европы 2020 года. Участница летних Олимпийских игр 2016 года, а также I Европейский игр в Баку.

## Биография
Борьбой занимается с 1995 года. На международных соревнованиях выступает с 2007 года. Призёр чемпионатов Европы среди кадетов.
В 2015 году  приняла участие в соревнованиях по борьбе на I Европейских играх в Баку. В весовой категории до 75 кг стала пятой.
В 2016 году прошла отбор и приняла участие на летних Олимпийских играх в Рио-де-Жанейро. В весовой категории до 75 кг заняла итоговое восемнадцатое место, уступив в первом же поединке будущей Олимпийской чемпионки из Канады Эрике Уибе. В утешительное поединке также уступила спортсменке из Китая.
В феврале 2020 года на чемпионате континента в итальянской столице, в весовой категории до 72 кг Мария в схватке за золотую медаль уступила спортсменке из России Наталье Воробьёвой и завоевала серебряную медаль взрослого чемпионата Европы, первую столь важную для себя награду в карьере.